# Rex Austin
William Rex Austin (* 23. Mai 1931 in Riverton/Aparima, Southland; † 23. Juni 2022) war ein neuseeländischer Politiker der National Party.

## Karriere
Austin studierte am Southland Technical College und am Lincoln College. Im Lincoln College erhielt er einen landwirtschaftlichen Abschluss. 1958 heiratete er Miriam Helen Brumpton, mit welcher er vier Söhne bekam.
Austin war Landwirt in Colac Bay (Southland) und lebte in Riverton/Aparima. 1971 wurde er Mitglied des Southland Hospital Board.
Von 1975 bis 1987 vertrat er den Wahlkreis Awarua in dem Repräsentantenhaus für die New Zealand National Party. Er war der zweite Māori Repräsentant eines generellen Wahlkreises (im Gegensatz zu den Repräsentanten der Māori Electorates). Während der 1994 New Year Honours wurde Austin Member des Order of the British Empire.